# Juno Award for Metal/Hard Music Album of the Year

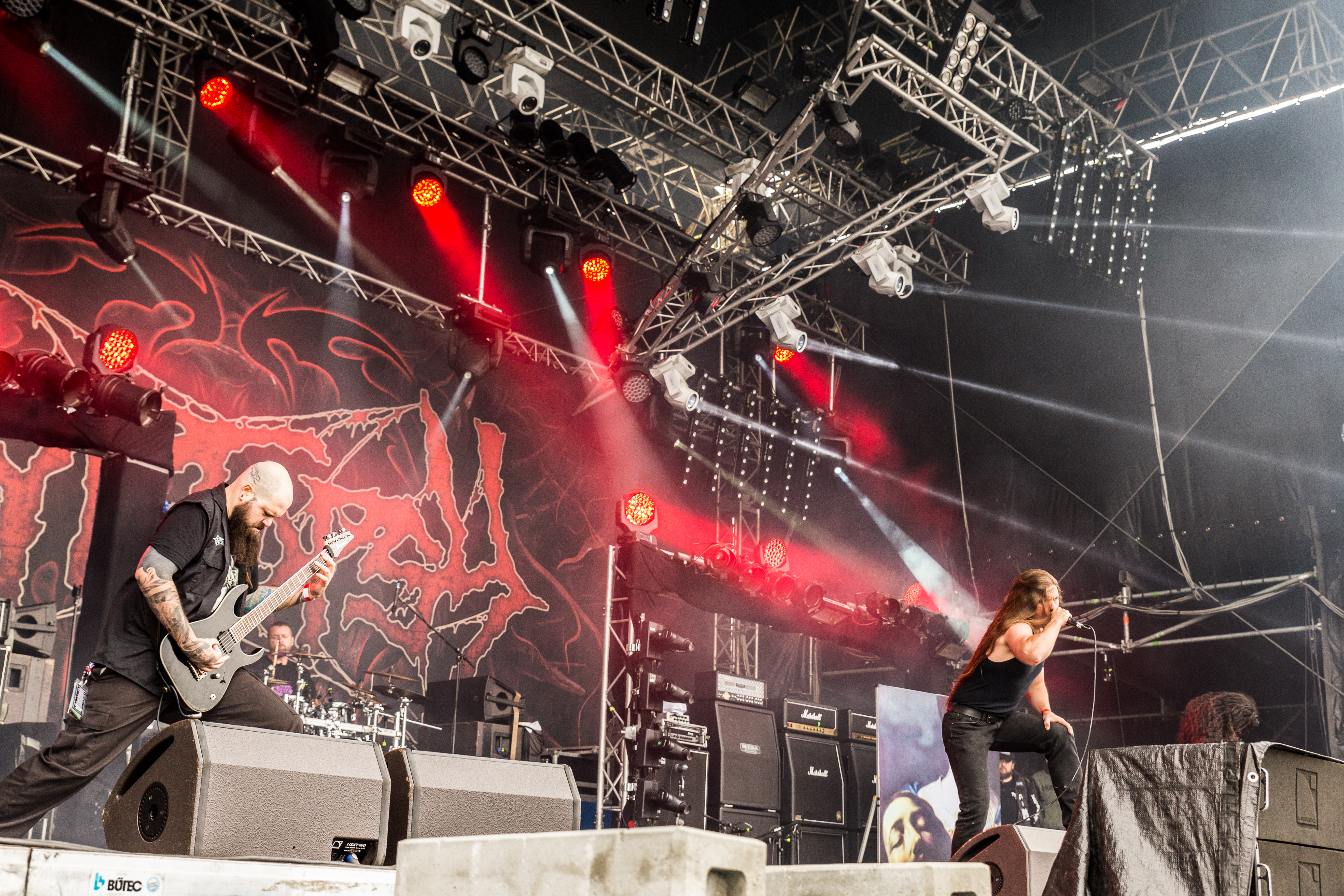
Cryptopsy gewannen den Preis 2024

Der Juno Award for Metal/Hard Music Album of the Year ist ein jährlich vergebener Musikpreis, der von der Canadian Academy of Recording Arts and Sciences (CARAS) vergeben wird. Geehrt wird das beste Album einer kanadischen Band aus dem Genre Heavy Metal. Im Vorfeld der Verleihung werden fünf Alben nominiert. Erstmals wurde der Preis bei den Juno Awards 2012 vergeben. Bis 2015 hieß die Kategorie noch Juno Award for Metal/Hard Music Album of the Year. Um die Kriterien für die Kategorie klarer zu definieren, erhielt die Kategorie 2016 den heutigen Namen.
Der erste Preis ging im Jahre 2012 an die Band KEN Mode für ihr Album Venerable. Der erste Preis unter dem heutigen Namen ging an die Band Kataklysm für das Album Of Ghosts and Gods. Aktueller Preisträger ist die Band Cryptopsy für das Album As Gomorrah Burns. Bislang gab es in jedem Jahr einen anderen Preisträger. Die Band Cancer Bats wurde bislang dreimal nominiert, ohne jedoch einen Preis gewonnen zu haben.

## Preisträger
| Jahr | Künstler / Band        | Werk                                 | Weitere nominierte Künstler | Quelle |
| ---- | ---------------------- | ------------------------------------ | --- | ------ |
| 2012 | KEN Mode               | Venerable                            | Anvil – Juggernaut of Justice Cauldron – Burning Fortune Fuck the Facts – Die Miserable Devin Townsend Project – Deconstruction                     | [ 1 ]  |
| 2013 | Woods of Ypres         | Woods 5: Grey Skies & Electric Light | Cancer Bats – Dead Set on Living Castle – Blacklands Devin Townsend Project – Epicloud Ex Deo – Caligvla                                            | [ 2 ]  |
| 2014 | Protest the Hero       | Voilition                            | Anciients – Heart of Oak Gorguts – Colored Sands KEN Mode – Entrech The Flatliners – Dead Language                                                  | [ 3 ]  |
| 2015 | Devin Townsend Project | Z²                                   | Kataklysm – Waiting for the End to Come Shooting Guns – Brotherhood of the Reals Single Mothers – Negative Qualities Skull Fist – Chasing the Dream | [ 4 ]  |
| 2016 | Kataklysm              | Of Ghosts and Gods                   | Cancer Bats – Searching for Zero Diemonds – Never Wanna Die Fuck the Facts – Desire Will Rot KEN Mode – Success                                     | [ 5 ]  |
| 2017 | Mandroid Echostar      | Coral Throne                         | Devin Townsend Project – Trancendence Protest the Hero – Pacific Myth Despised Icon – Beast Annihilator – Suicide Society                           | [ 6 ]  |
| 2018 | Anciients              | Voice of the Void                    | Archspire – Relentless Mutation Longhouse – II Vanishing METZ – Strange Peace Striker – Striker                                                     | [ 7 ]  |
| 2019 | Voivod                 | The Wake                             | Beyond Creation – Algorythm Cancer Bats – The Spark That Moves KEN Mode – Loved Kobra and the Lotus – Prevail II                                    | [ 8 ]  |
| 2020 | Striker                | Play to Win                          | The Agonist – Orphans Kobra and the Lotus – Evolution Lindsay Schoolcraft – Martyr Single Mothers – Through a Wall                                  | [ 9 ]  |
| 2021 | Unleash the Archers    | Abyss                                | Annihilator – Ballistic, Sadistic Kataklysm – Unconquered Protest the Hero – Palimpsest Vile Creature – Glory, Glory! Apathy Took Helm!             | [ 10 ] |
| 2022 | Archspire              | Bleed the Future                     | Brand of Sacrifice – Lifeblood Danko Jones – Power Trio Spiritbox – Eternal Blue The Agonist – Days Before the World Wept                           | [ 11 ] |
| 2023 | Voivod                 | Synchro Anarchy                      | Cancer Bats – Psychic Jailbreak Get the Shot – Merciless Destruction Skull Fist – Pain in Full Wake – Thought from Descent                          | [ 12 ] |
| 2024 | Cryptopsy              | As Gomorrah Burns                    | Danko Jones – Electric Sounds Kataklysm – Goliath KEN Mode – Void Voivod – Morgöth Tales                                                            | [ 13 ] |
| 2025 | Anciients              | Beyond the Reach of the Sun          | Devin Townsend – PowerNerd Kittie – Fire Spiritbox – The Fear of Fear Striker – Ultrapower                                                          | [ 14 ] |